# 绑架 (电影)
《綁架》是一部香港電影，導演羅志良，主演林嘉欣、劉若英、張智霖和張兆輝。根據《電影檢查條例》，本片列為青少年及兒童不宜（IIB）。

## 故事大綱
3宗綁架案，將兩個女人的命運糾纏交錯；3年前，林曉陽〈林嘉欣飾演〉的弟弟被綁架，處理綁架案的正是女督察何婉真〈劉若英飾演〉；3年後，何婉真接手調查一宗綁架案，案件卻陰差陽錯引發另一宗綁架案發生，是次綁匪部署精細，成功避過了警方的追蹤和監聽，還懂得操控婉真的心理─…婉真尤如當年曉陽一樣，一步一步走入跟綁匪的心理角力戰…

## 演員

### 警隊
- 劉若英 飾 何婉真
- 張智霖 飾 周兆熾
- 張兆輝 飾 何智
- 劉偉倫 飾 警員
- 黎偉明 飾 警員
- 吳震江 飾 警員
- 吳昌盛 飾 警員
- 陳望華 飾 陳警司
- 謝曉陽 飾 警員 (CIB)
- 陳榮照 飾 羅督察
- 利耀堂 飾 警員 (證物房)

### 綁匪
- 林嘉欣 飾 林曉陽
- 鄭嘉俊 飾 阿龍 (青年)
- 陳浩邦 飾 家宏 (青年)
- Kishor Limbu 飾 阿仁
- Dhillon Harjit Singh 飾 阿宇

### 舞台演員
- 何美賢 飾 舞台演員
- 蔡玟軒 飾 舞台演員
- 黃美嫻 飾 舞台演員
- 黃譜誠 飾 舞台演員
- 王文俊 飾 舞台演員

### 學生
- 郭文諾 飾 王家明
- 譚竣浩 飾 周浩賢

### 其他演員
- 郭　濤 飾 王森
- 趙會南 飾 劉謙／林曉陽的丈夫
- 羅仲謙 飾 發仔
- 官恩娜 飾 Shirley／莎莉 (客串)
- 陳詩慧 飾 阿堯
- 鄧漢強 飾 醫生
- 陳智芬 飾 女教師
- Flora Joanne M. 飾 家明菲傭
- 陳詩韻 飾 謢士
- 施　樂 飾 洗衣店顧客
- 魏樂怡 飾 洗衣店顧客
- 彭凱筠 飾 洗衣店顧客
- 李健興 飾 洗衣店顧客
- 趙鴻輝 飾 博物館男青年
- 陳美莉 飾 男青年女友
- 陳達廣 飾 家明保鏢

## 主題曲
〈撐到底〉
- 作曲：韋啟良 @ J.O.Y.
- 作詞：JaSMiNe @ J.O.Y.
- 編曲：韋啟良
- 主唱：J.O.Y.
- 監製：韋啟良，夏森美

## 獎項
- 第27屆香港電影金像獎
  - 最佳女主角提名：劉若英
- 第44屆金馬獎
  - 最佳女主角提名：劉若英

## 外部連結
- 綁架官方網站
- 開眼電影網上《綁架》的資料（繁體中文）
- 香港影庫上《綁架》的資料（繁體中文）
- 时光网上《綁架》的資料（简体中文）
- 豆瓣电影上《綁架》的資料 （简体中文）
- 爛番茄上《綁架》的資料（英文）
- 互联网电影数据库（IMDb）上《綁架》的资料（英文）